# Höstlånke
Höstlånke, Callitriche hermaphroditica, är en växt som växer helt i vatten, till exempel i åar, och alltså inte med någon del i luften. 
Höstlånke och hela släktet lånkar har tidigare förts till familjen lånkeväxter (Callitrichaceae), men förs numera (APG II) till familjen grobladsväxter (Plantaginaceae). 